# Nicolas Bay
Nicolas Bay (ur. 21 grudnia 1977 w Saint-Germain-en-Laye) – francuski polityk i samorządowiec, były sekretarz generalny Frontu Narodowego, poseł do Parlamentu Europejskiego VIII, IX i X kadencji.

## Życiorys
Z wykształcenia prawnik, kształcił się na Université de Paris X. Zaangażował się w działalność polityczną w ramach organizacji młodzieżowej Frontu Narodowego (FNJ), pod koniec lat 90. przeszedł do Narodowego Ruchu Republikańskiego (MNR), który założył Bruno Mégret. Pełnił w jego ramach funkcję sekretarza generalnego. W 2001 po raz pierwszy został wybrany do rady miejskiej w Sartrouville. W 2008 po wycofaniu się dotychczasowego lidera MNR z polityki zamierzał przejąć przywództwo w partii i nawiązać współpracę z FN, jednakże decyzją biura krajowego MNR został wykluczony z tego ugrupowania.
W 2009 powrócił do Frontu Narodowego, został sekretarzem partii w departamencie Sekwana Nadmorska, a w 2010 radnym Górnej Normandii i przewodniczącym klubu radnych FN. W 2012 objął stanowisko zastępcy sekretarza generalnego partii.
W 2014 Nicolas Bay uzyskał mandat eurodeputowanego VIII kadencji, w jej trakcie został współprzewodniczącym grupy Europy Narodów i Wolności. Również w 2014 objął obowiązki sekretarza generalnego FN.
W 2015 i 2021 wybierany w skład rady regionalnej Normandii (kandydował też bezskutecznie na prezydenta regionu). W 2019 z powodzeniem ubiegał się o reelekcję w wyborach do PE.
W lutym 2022 zadeklarował wsparcie dla Érica Zemmoura w wyborach prezydenckich w tym samym roku; został też wiceprzewodniczącym powołanej przez tegoż partii Reconquête. W czerwcu 2024 z jej ramienia utrzymał mandat eurodeputowanego na kolejną kadencję. W tym samym miesiącu poparł współpracę ze Zjednoczeniem Narodowym w rozpisanych przez prezydenta wyborach parlamentarnych, za co został przez Érica Zemmoura wykluczony z partii.